# Oliverio Girondo
Œuvres principales
- Veinte poemas para ser leídos en el tranvía (1922)
- Espantapájaros (1932)
- En la masmédula (1953)

Oliverio Girondo (Buenos Aires, 17 août 1891 - Buenos Aires, 24 janvier 1967) est un poète argentin lié aux principaux courants d'avant-garde de son pays dans les années 1920 et 1930. Membre avec Jorge Luis Borges, Leopoldo Marechal, Roberto Arlt, Ricardo Guïraldes, Norah Lange, Macedonio Fernandez, et d'autres, de la revue Martin Fierro, organe de la révolution artistique à Buenos Aires.

## Biographie
Né à Buenos Aires le 17 août 1891, au sein d'une famille bourgeoise, dans une maison de la rue Lavalle au 1035, il vit une partie de sa jeunesse en Europe et étudie notamment au Epsom College en Angleterre et au collège Albert-le-Grand d'Arcueil, près de Paris.
Revenu en Argentine avec sa famille, il entreprend des études de droit sous l'impulsion de ses parents et s'accorde avec eux : il n'abandonne pas sa formation, mais il demande en échange de pouvoir retourner chaque été en Europe, où il noue des liens avec de nombreux artistes, et connaît le surréalisme par l'entremise de Jules Supervielle, poète franco-uruguayen.

Entre 1920 et 1921, il voyage, et parcourt l'Espagne, l'Italie, la France, le nord de l'Afrique et le Brésil. L'expérience de ces différents pays se retrouve finalement dans son premier recueil : Vingt poèmes à lire dans le tramway, édité en France en 1922 et illustré par lui-même. Ces premiers poèmes, pleins de couleur et d'ironie, dépassent le simple rapport pittoresque et constituent une exaltation du cosmopolitisme et de la vie moderne et urbaine, tout en esquissant une critique des coutumes[réf. souhaitée]. L'apparition du livre, tout juste un an avant la publication de Ferveur de Buenos Aires de Jorge Luis Borges, le signale comme l'une des figures de l'avant-garde portègne durant ces années[réf. souhaitée] ; une avant-garde qui se regroupera autour des revues Proa en 1922 et Martin Fierro dont il écrit le manifeste en 1924. Au sein de la revue, en plus de sa contribution poétique, il livre ses En-Têtes (Membretes), sorte d'aphorismes moqueurs et évocateurs qui, tout en égratignant souvent des artistes tentent une réflexion mêlant les formes artistiques et pouvant rappeler les correspondances baudelairiennes. Le genre lui-même peut s’interpréter de différentes façons : comme un simple en-tête, c'est-à-dire un écrit bref ouvrant une publication ou une page, ou comme un jeu de mots tournant autour de la mémoire (membrar en espagnol signifie se souvenir), garder une chose en tête jusqu'à ce qu'elle devienne entêtante... Exemples de ces créations: 
"Jusqu’à l’apparition de Rembrandt nul ne soupçonna que la lumière atteindrait le dramatisme et l’inépuisable variété de conflits de la tragédie shakespearienne."
"En musique, le pléonasme se dit : variation."
"Un livre doit se construire comme une horloge et se vendre comme un saucisson."
À la suite d'un nouveau voyage en Espagne, où il fait la rencontre de Ramón Gómez de la Serna, il publie son second recueil : Décalcomanies, en 1925.
En 1926, il rencontre Norah Lange, écrivaine. Il se fiancent en 1934 et se marient en 1943.
Il publie en 1932 Épouvantail, un livre hétérogène qui contient un calligramme, des proses poétiques et des poèmes en vers. Pour en faire la promotion, il réalise une sculpture en papier mâché de l'« Épouvantail académique » qui apparaît sur la couverture de l'édition originale, œuvre de l'illustrateur José Bonomi. Il place la statue sur un carrosse tiré par six chevaux et accompagné par des auriges et des laquais et la fait défiler dans les rues[réf. souhaitée]. Dans le même temps, il loue un local dans la rue Florida où des jeunes femmes vendent le livre[réf. souhaitée]. Cette campagne inédite est un succès : les ventes épuisent le tirage initial de 5 000 exemplaires en un mois seulement[réf. souhaitée].
Puis dans les années 40, il publie, dans l'ordre, trois essais qui reviennent sur le désastre politique et humain de la Seconde Guerre mondiale (réunis dans Notre attitude face au désastre), un nouveau recueil de poèmes, Persuasion de los dias, et pour la première fois un vaste poème axé sur le territoire argentin et la nature: Campo Nuestro.
En 1953, il publie son dernier recueil de poèmes, En la masmédula, dont les poèmes, comme l'illustre le titre lui-même (Dans l'outremoëlle?) sont composés en vers libres, irréguliers, sans ponctuation, et répondent avant tout à un travail de création sonore et sémantique. Ce recueil est un atelier ouvert pour le poète qui le modifie en le réorganisant et en l'augmentant deux fois au cours de ses dernières années, relançant chaque fois le travail de création. De version en version, on voit notamment Girondo rejouer le poème en intervertissant des vers, en les déplaçant dans l'ordre du poème ou en commutant ou fusionnant des parties et des mots. Le recueil paraissant ainsi une masse mouvante de sens et de sons.
Les années 60 sont marquées par l'accident automobile qui laisse Girondo très diminué; cependant il continue d'écrire et de peindre, activité qu'il poursuit depuis les années 50, sans l'exposer au public. Son dernier voyage en Europe avec Norah a lieu en 1965. Enfin, le 24 janvier 1967, il meurt à Buenos Aires. Sa femme Norah lui survit cinq ans. Ils sont enterrés ensemble au cimetière de La Recoleta.
Son œuvre est à ce jour inédite en français.

## Œuvres
- Vingt poèmes à lire dans le tramway (Veinte poemas para ser leídos en el tranvía), 1922. Poèmes.
- Décalcomanies (Calcomanías), 1925. Poèmes.
- Épouvantail, à la portée de tout le monde (Espantapájaros), 1932. Poèmes.
- En-Têtes (Membretes), 1935. Aphorismes.
- Nouvelle lune (Interlunio), eaux-fortes de Lino Spilimbergo, 1937. Récit.
- Notre attitude face au désastre (Nuestra actitud ante el desastre), 1940. Recueil d'articles politiques.
- Persuasión de los días,1942. Poèmes.
- Campo nuestro,1946. Poème.
- Dans l'outremoëlle (En la masmédula), 1953, 1956, 1963. Poèmes.